# Epichrysocharis aligherini
Epichrysocharis aligherini är en stekelart som först beskrevs av Girault 1922.  Epichrysocharis aligherini ingår i släktet Epichrysocharis och familjen finglanssteklar. Inga underarter finns listade i Catalogue of Life.